# Allison Lake Park
Allison Lake Park är en park i Kanada.   Den ligger i provinsen British Columbia, i den södra delen av landet, 3 400 km väster om huvudstaden Ottawa. Allison Lake Park ligger 874 meter över havet. Den ligger vid sjön Allison Lake.
Terrängen runt Allison Lake Park är huvudsakligen kuperad. Allison Lake Park ligger nere i en dal. Trakten runt Allison Lake Park är nära nog obefolkad, med mindre än två invånare per kvadratkilometer.. Närmaste större samhälle är Tulameen, 19,0 km sydväst om Allison Lake Park. 
I omgivningarna runt Allison Lake Park växer i huvudsak barrskog.